# Ki Ki
Ki Ki – miejscowość w Australii Południowej położona przy autostradzie Dukes Highway łączącej Adelaide z Melbourne, około 150 km na południowy wschód od Adelajdy.
Pierwsi koloniści europejscy pojawili się w okolicach Ki Ki w 1886, a osada została oficjalnie proklamowana 12 czerwca 1913. Nazwa miejscowości wywodzi się od aborygeńskiej nazwy bezkręgowca.
W latach 1913–1960 w Ki Ki działała szkoła, w latach 1910-1969 w mieście znajdował się kościół.  W 1912 otwarto działająca do dziś pocztę. Obecnie (2006) w Ki Ki mieszka 193 mieszkańców i znajduje się tam poczta, parking, magistrat i niewielka firma "Ki Ki Engineering", działa też klub tenisowy.  Wokół Ki Ki rozciągają się duże gospodarstwa rolne.